# 阿诺德·克拉米什
阿诺德·克拉米什（英語：Arnold Kramish，1923年6月6日—2010年6月15日）是美国的原子核物理学家，以及曼哈顿计划的传记作家。在曼哈顿计划中他曾在费城海军船坞一度重伤至濒死。费城海军船坞的随军牧师曾问他要不要临终仪式，但克拉米什因自己是犹太人所以拒绝了。二战后，他出了诸多有关核问题的书籍，其中最著名的是《The Griffin - the greatest untold espionage story of World War II》。